# Lowlands

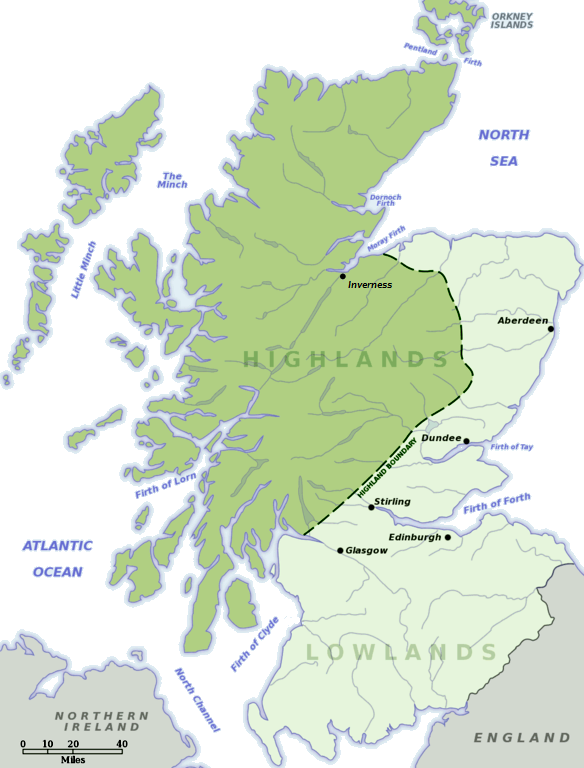
Mapa przedstawiająca podział Szkocji na Lowlands i Highlands

Lowlands (Scottish Lowlands, gael. A' Ghalldachd) – kraina historyczno-kulturowa obejmująca południową i wschodnią część Szkocji. Obejmuje przeważająco nizinne tereny, w tym Nizinę Środkowoszkocką (Central Lowlands, Midland Valley) oraz Wyżynę Południowoszkocką (Southern Uplands). Tradycyjnie, od czasów średniowiecza, na obszarze tym dominował język scots, blisko spokrewniony z językiem angielskim (czasem uznawany za jego dialekt). Na północ znajduje się górzysto-wyżynna kraina Highlands, gdzie dominował celtycki język gaelicki.
W węższym znaczeniu termin Lowlands używany bywa jako synonim Niziny Środkowoszkockiej.